# 欧阳家祥
欧阳家祥（1909年—1980年），中国人民解放军将领、中国人民解放军开国少将。
曾任中国人民志愿军20兵团副参谋长。1955年，授予中国人民解放军少将。